# لئون واسن
لئون واسن (انگلیسی: Leon Vaessen؛ زادهٔ ۸ نوامبر ۱۹۴۰) بازیکن فوتبال اهل بریتانیا است.
از باشگاه‌هایی که در آن بازی کرده‌است می‌توان به باشگاه فوتبال میلوال، باشگاه فوتبال گیلینگام، و باشگاه فوتبال کراولی تاون اشاره کرد.